# Даниленко, Иван Ефимович
Иван Ефимович Даниленко (1937—2019) — председатель правления акционерного общества «Трест „Киевгорстрой-6“» холдинговой компании «Киевгорстрой», действительный член Академии строительства Украины, Герой Украины (2005).

## Биография
Родился 31 января 1937 года в с. Моисеевка Черкасской области.
Закончил Киевский строительный техникум транспортного строительства (1959 год) по специальности «техник-строитель» и Киевский инженерно-строительный институт по специальности «инженер-строитель» в 1968 году.
Свою трудовую деятельность начал в 1955 году.
С 3 мая 1995 года по 2007 год — председатель правления ОАО «Трест „Киевгорстрой-6“».

## Награды и звания
- Герой Украины (19.01.2005, с вручением ордена Державы — за выдающиеся личные заслуги перед Украинским государством в развития строительной отрасли, строительстве объектов социального, культурного и жилого назначения, многолетний самоотверженный труд).
- Полный кавалер ордена «За заслуги» (I ст., II ст. и Почётный знак отличия Президента Украины), награждён орденом князя Ярослава Мудрого V степени, советским орденом Знак Почёта.
- Знак отличия Президента Украины — юбилейная медаль «20 лет независимости Украины» (19 августа 2011 года)[1]
- Лауреат Государственной премии Украины в области архитектуры.
- Заслуженный строитель Украины.
- Почётный знак отличия Президента Украины.
- Почётная грамота Президиума Верховного Совета УССР.
- Почётная грамота Кабинета Министров Украины (2000).